# Законоправило Святого Саввы
Законопра́вило святого Са́ввы (Сербская, или Святосавская редакция Кормчей книги) — Номоканон, кормчая книга, сборник церковных правил и светских законов, составленный в 1219 году на основе византийских источников святым Саввой I Сербским, первым сербским архиепископом, или русскими монахами на Афоне. Памятник древнесербской литературы и права, источник сербского церковного права. Первый сербский устав. Законоправило регулировало весьма значительную область общественных отношений, как церковных так и гражданских.
Местом составления Законоправила, вероятно, является Хиландарский монастырь на Афоне. Работа над составлением сборника была продолжена в монастыре Филокали, близ Солуни.

## Состав
Законоправило включает перевод разнородного церковно-правового материала. Содержит 70 глав: 6 вводных, 44 церковного права и 20 гражданского права. Из Фотиева Номоканона заимствованы оба предисловия и систематический указатель канонов.
Часть Законоправилa, относящаяся к церковному праву, включает:
- «Синопсис» Стефана Эфесского, истолкованный и дополненный Алексеем Аристином — составил основу Законоправила; в некоторых местах, где толкования Аристина не удовлетворяли составителя, он заменял их толкованиями Иоанна Зонары.
- Номоканон Иоанна III Схоластика в 87 главах (византийский сборник императорских законов о Церкви),
- Номоканон из 14 титулов,
- Правила святых апостолов,
- Правила святых отцов,
- решения Вселенских и поместных соборов
- законодательство Моисея (3-я и 5-я книги Моисея).

Часть, относящуюся к гражданскому праву, включает:
- выводы из Новелл Юстиниана I (около 550 года),
- юридический сборник, составленный Иоанном Схоластиком,
- Collectio tripartita,
- собрание законов Юстиниана,
- Прохирон (Закон городской) 879 года,
- новеллы императора Алексея Комнина о браке,
- сборник византийского гражданского, уголовного и процессуального права.

«Синопсис» с толкованиями Аристина, в котором правила приводились в кратком изложении, составитель выбрал, вероятно, ради удобства пользования своим Номоканоном. Этот сборник был предназначен для того, чтобы соединить в себе все необходимые в церковной практике правила и законы, и если бы в нём помещены были полные тексты канонов, он оказался бы слишком громоздким.

## Содержание
Законоправило представляет собой не только простой перевод византийских гражданских и церковных юридических актов, но также содержит толкования, написанные составителем (святым Саввой или иными лицами), что придаёт ему самостоятельную ценность. Составитель внёс в Законоправило многочисленные законы о защите бедных, беззащитных, находящихся под угрозой слоёв общества; подчеркнул согласие духовной и мирской (гражданской) власти. Так благодаря Законоправилу в Сербию была перенесена теория симфонии.
Давая оценку Кормчей святого Саввы, С. В. Троицкий писал:

Когда св. Савва, архиепископ Сербский, в начале XIII века редактировал свой церковно-гражданский законник для Сербской Церкви и государства, он производил строгий выбор между византийскими источниками канонов и законов о Церкви. Как строго православный и хороший канонист, он отбросил все источники теории цезарепапизма, так как эта теория не отвечала ни догматическому, ни каноническому учению о епископате как единственном носителе церковной власти, ни политическим условиям Сербии, где царской власти в то время еще не существовало… Св. Савва, в отличие от Болгарской и Русской Церквей, не включил в свой „Номоканон“ ни один труд из канонических византийских источников, которые признавали унитарную идеологию цезарепапизма или теорию восточного папизма и решительно встал на почву диархической теории симфонии… Хотя Эклога больше отвечала юридической и экономической жизни славянских народов, однако по причине цезарепапистического характера ее предисловия и своего происхождения от царей-иконоборцев, она не вошла в состав сербского „Номоканона“. Между тем она еще с IX века действовала в Болгарии, сначала в своем греческом оригинале, а затем в болгарском переводе… Действовала она и на Руси».

## Авторство

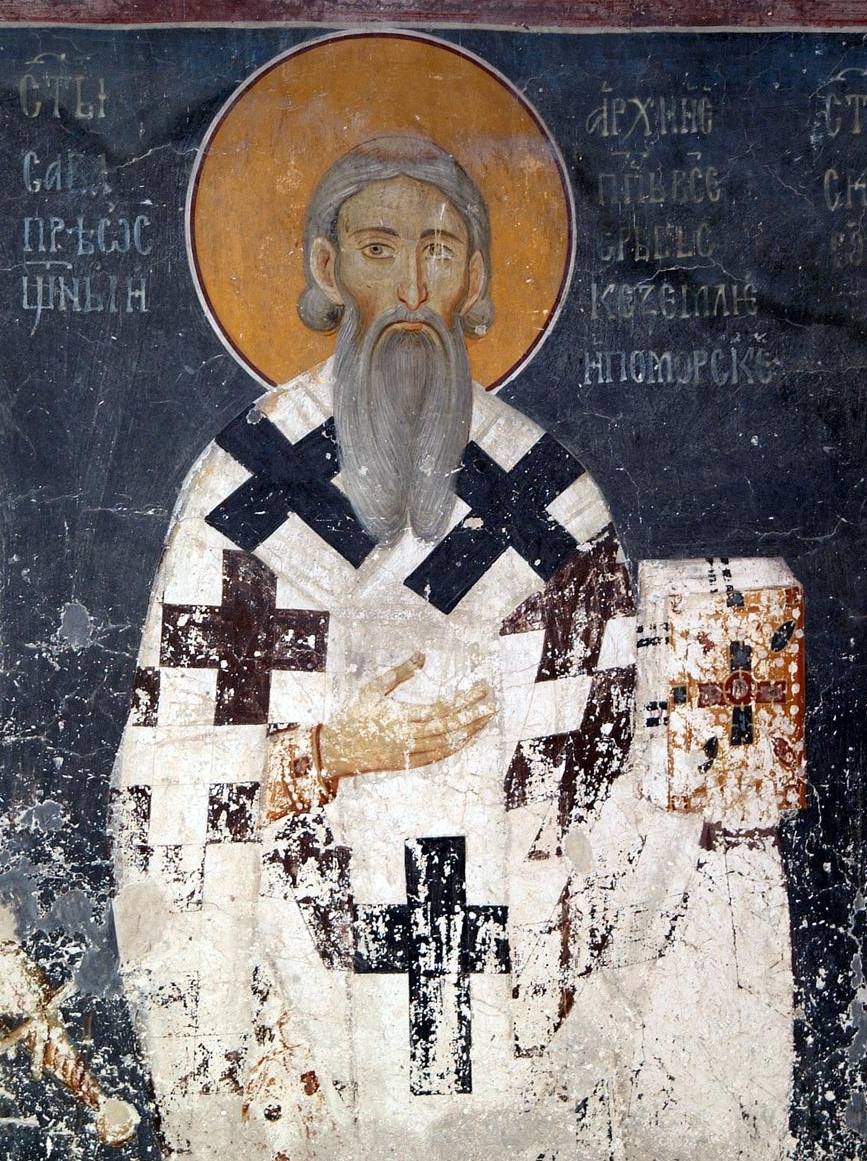
Святой Савва. Фреска в Королевской церкви в монастыре Студеница, 1314 год

В Рашском списке «Кормчей» и в некоторых других древних списках имеется приписка:
Изыде же на свет нашего языка Божественное се писание потшанием и любовию многою желанием из млада освещеннаго благочестиваго и преосвященнаго и пръвага архиепспа всее срьбскые земле кир Саввы.
Русские учёные А. С. Павлов и Е. Е. Голубинский считали, что святой Савва сам подобрал греческие источники для своего сборника и перевёл их на славянский язык.
Однако ещё в XIX веке хорватский учёный В. Ягич предположил, что Номоканон перевели русские монахи на Афоне, а святой Савва дал уже готовому славянскому переводу сербскую редакцию. С этим согласились русские учёные — М. Н. Сперанский, А. И. Соболевский, А. В. Соловьёв и сербские — Ф. Миклошич, А. Белич. Другие сербские авторы — епископ Никодим (Милаш) и Ч. Митрович — считали, что святой Савва только возглавил работу по составлению и переводу Номоканона, но сам в ней не участвовал.
Русский учёный С. В. Троицкий склонялся к версии авторства святого Саввы. Наличие в тексте Законоправила слов русского происхождения он объяснял тем, что из-за недостатка в сербском народном языке многих церковных и юридических терминов сербский переводчик Савва должен был использовать слова, которые он нашёл в русских церковных книгах на Афоне.
По мнению русского учёного Я. Н. Щапова, степень участия в создании Законоправила святого Саввы не ясна. Однако несомненна его решающая роль в признании нового сборника официальным правовым кодексом Церкви и распространении его в стране. Очень вероятна его роль как составителя этого Номоканона, но только из материала, отстоящего от времени его работы примерно на 50 лет и, следовательно, переведённого заранее. Вопросы о переводе самим Саввой отдельных частей Номоканона, о характере и составе существовавшего до XIII века Номоканона с толкованиями до специальных исследований, по мнению Щапова, остаются открытыми.

## Текстология
Сохранились несколько списков Законоправила святого Саввы, древнейший из которых — Иловицкая кормчая:
- Ило́вицкая кормчая ➤
- Расская кормчая. Создана в 1305 году в церкви Петра в Расе. Написана на пергаменте и содержит 427 листов. Хранится в Государственном историческом музее в Москве.
- Дечанская кормчая. Создана около 1340 года. Написана на тонком пергаменте и содержит 284 листов. Хранится в библиотеке монастыря Высокие Дечаны.
- Пчинская кормчая. Создана около 1370 года. Написана на бумаге, в кожаном переплёте и содержит 305 листов. Хранится в Сербской академии наук и искусств в Белграде.
- Морачская кормчая. Создана около 1615 года. Написана на бумаге и содержит 347 листов. Хранится в Музее Сербской православной церкви в Белграде.

Ещё в XIII веке Законоправило было перевезено в Болгарию, а затем на Русь. Печаталось в Москве в 1650 и 1653 годах, под названием Кормчия, переиздавалось в XVIII и XIX веках. Последнее издание — 1914 года. Первое издание содержало ошибки. Второе было напечатано в 1200 экземпляров, дошло до сербов. С XVII века сербы пользуются Законоправилом Саввы русских печатных изданий. От русских сербы заимствовали название «Кормчая», которое указывает, что Номоканоном управляет церковный корабль. Первоначально в Законоправиле Саввы отсутствовали Закон судный людем и Суд царя Леона и Константина (славянские переработки Эклоги). Печатный текст их содержит.

### Иловицкая кормчая
Ило́вицкая кормчая («Номоканон, или Законоправило», «Законникъ») — древнейший известный список Законоправила святого Саввы, памятник русско-сербских культурных связей XIII века. Создана в 1262 году в монастыре святого Архангела Михаила в Иловице, сегодняшний монастырь святых Архангелов в Тивате, где находился центр Зетской епископии.
Написана на пергаменте и содержит 398 листов. Название получила по выходной записи, сообщающей, что Кормчая была написана на Иловице в 1262 году писцом Богданом по заказу Зетского епископа Неофита для церкви Архангела Михаила, вероятно для монастыря Михольска-Превлака. По общему мнению исследователей, запись Богдана дословно повторяет (за исключением выходных сведений) начальную запись оригинала рукописи, лучше сохранившуюся в младших (XIII—XVI века) списках Кормчей этой редакции. Помимо Богдана в работе над Кормчей участвовал безымянный писец (более архаичная графика). Хранится в библиотеке Академии наук в Загребе.
Кормчая имеет ряд отличий от других списков сербского происхождения. Так, отсутствуют дополнительные главы в конце списка (кроме таблицы Степени сродства на листе 399) и заглавие Эклоги в конце главы 54. Эти отличия сближают Иловицкую кормчую со списками Кормчей сербской редакции восточнославянского происхождения, наиболее ранний из которых — Рязанский 1284 года.
Иллюминация Кормчей скромна и была выполнена, вероятно, самими писцами. Состоит из инициалов, маргинальных украшений-указателей тератологического стиля и плетёных орнаментов без зооморфных мотивов.
Русизмы
В тексте Кормчей присутствует большое число русизмов. По мнению, Л. Цернич, первый писец, несмотря на наличие в его части рукописи орфографических сербизмов, был новгородцем, который также переписал отрывок Евангелия. Для второй части характерно сербское правописание. Имеющиеся в ней русизмы исследователи объясняют следующими причинами: 1) обращением к более раннему русскому переводу отдельных глав (В. А. Мошин, А. В. Соловьёв, А. Белич и др.) или к переводу, сделанному русскими на Афоне (А. И. Соболевский, М. Н. Сперанский); 2) использованием общеславянской лексики (Й. Райнхарт); 3) наличием созданного русским писцом протографа (Ф. Миклошич, Л. Цернич) или болгарского оригинала с русизмами (В. Ягич); 4) участием русского монаха в работе святого Саввы по созданию Кормчей на Афоне (Л. Штавлянин-Джорджевич). Е. В. Белякова и А. А. Турилов объясняют языковую неоднородность двух частей Кормчей, написанных разными писцами, следующим образом. В оригинале рукописи (представлявшем, вероятно, беловой список перевода святого Саввы) русизмы и сербизми были относительно равномерно представлены в тексте, но при переписке Кормчей писцы отнеслись к ним по-разному: новгородец копировал русскую лексику, попутно внося либо сохраняя некоторые восточнославянские орфографические черты, а Богдан заменял её более привычной сербской или общеюжнославянской.
Участие новгородца в переписке Кормчей в сербском Приморье является редчайшим для данного времени примером работы древнерусского книгописца за пределами восточнославянской территории, тем более что действие происходило не на Афоне, в Константинополе или Палестине, являвшихся традиционными регионами межславянских культурных контактов.

## Применение
В Сербии сразу после своего составления Законоправило святого Саввы было разослана по епархиям как «Законник святых отец» и служило главным источником не только церковного, но и государственного права. Позднейший «Законник» короля Стефана Душана и «Алфавитная синтагма» Матфея Властаря в сербском переводе считались лишь дополнениями к основному кодексу — Кормчей святого Саввы.
В 1221 году Законоправило было послано в Болгарию, где также получило официальное признание.
В Болгарию к полунезависимому деспоту (князю) Иакову Святославу (русского происхождения, вероятно родом из Галиции) обратился Киевский митрополит Кирилл с просьбой прислать на Русь Кормчую святого Саввы. В 1262 году Иаков Святослав выслал на Русь список Законоправила, сопроводив его посланием к митрополиту. Эту книгу Иаков Святослав назвал «Зонарой», хотя в действительности почти все толкования на каноны, помещенные в Кормчей, принадлежат не Зонаре, а Аристину: южные славяне назвали сборник именем, которое у них вслед за византийцами стало нарицательным для всякого толкователя канонов. Кормчая была зачитана на соборе, созванном митрополитом Кириллом во Владимире-на-Клязьме в 1272 году, и получила одобрение. Впоследствии она многократно переписывалась. От неё происходят две фамилии списков Кормчей книги: рязанская и софийская.

## Значение
Заимствовав римско-византийскогo право, Сербия стала составной частью европейской и христианской цивилизации. Законоправило имело важное значение для права славянских церквей.
Законоправило послужило основой законодательства сербских правителей, включая Душанов законник 1349 и 1354 года. Стало первым собранием законов обновлённой Сербии в начале мая 1804 года, когда началась Сербская революция. Матфей Ненадович продолжал законодательную деятельность Мефодия и Саввы. Законоправило включено также в Сербский гражданский законник 1844 года.

## Издания
- Законоправило или Номоканон св. Саве (Крмчиjа): Иловички препис 1262 г. / Приред.: М. М. Петровић. Горњи Милановац, 1991;
- Законоправило св. Саве: Наjава превода / Приред.: М. М. Петровић, Љ. Штављанин-Ђорђевић. Београд, 1997;
- Законоправило св. Саве / Приред.: М. М. Петровић, Љ. Штављанин-Ђорђевић. Београд, 2005. Књ. 1.